# Elevator (chanson)
Pour les articles homonymes, voir Elevator.
Singles de Eminem
Forever
(2009) Hell Breaks Loose
(2009)
Pistes de Relapse: Refill
Buffalo Bill Taking My Ball
Elevator est une chanson du rappeur américain Eminem. Elle est présente sur la réédition de son sixième album, Relapse. La chanson est produite et écrit par Eminem, qui a aussi composé le titre avec Luis Resto. Il s'agit d'un single promotionnel sorti le même jour que Hell Breaks Loose. À sa sortie, le titre s'est classé 67e aux Billboard Hot 100.

## Liste des pistes
| No | Titre                        | Auteur               | Producteurs | Durée |
| -- | ---------------------------- | -------------------- | ----------- | ----- |
| 1. | Elevator (version explicite) | M. Mathers, L. Resto | M.Mathers   | 4:53  |

## Performance dans lescharts
| Classement / pays (2010)     | Meilleur position |
| ---------------------------- | ----------------- |
| Canada (Canadian Hot 100)    | 59                |
| États-Unis Billboard Hot 100 | 67                |